# 가쿠몬역
가쿠몬역(일본어:  学門駅[*])은 일본 와카야마현 고보시에 위치한 기슈 철도 기슈 철도선의 철도역이다. 단선 승강장 1면 1선의 구조를 갖춘 지상역이다.

## 이용 현황
| 승차 인원 추이 | 승차 인원 추이      |
| 연도           | 하루 평균 승차 인원 |
| -------------- | ------------------- |
| 2015           | 9                   |
| 2016           | 7                   |
| 2017           | 7                   |
| 2018           | 8                   |

## 역 주변
- 와카야마 현립 히다카 고등학교 · 부속 중학교

## 역사
- 1931년 6월 15일 : 나카가쿠몬역으로서 개업.
- 1942년 12월 8일 : 나카가쿠몬 역 폐지.
- 1979년 8월 10일 : 나카가쿠몬 역 터 부근에 가쿠몬역 개업.

## 인접 역
| 기슈 철도 기슈 철도선 | 기슈 철도 기슈 철도선 | 기슈 철도 기슈 철도선  |
| --------------------- | --------------------- | ---------------------- |
| 고보 고보 방면        | 기슈 철도선           | 기이고보 니시고보 방면 |